# Walter Didlaukies
Walt(h)er Didlaukies (* 14. April 1908 in Bischofsburg/Ostpreußen; † März 1986 in Bonn) war ein deutscher Jurist und NSDAP-Landrat.

## Biographie und Wirken im Nationalsozialismus
Didlaukies war der Sohn eines Reichsbahninspektors. 1926 legte er das Abitur an der Hindenburg-Oberrealschule in Königsberg ab. Nach dem Jura-Studium in Königsberg und dem anschließenden Gerichtsreferendariat (1930) wechselte Didlaukies als Regierungsassessor und später Regierungsrat nach Oppeln (1938), er hatte am 15. Juni 1937 die Aufnahme in die NSDAP beantragt und war rückwirkend zum 1. Mai desselben Jahres aufgenommen worden (Mitgliedsnummer 4.748.921). Nach dem Anschluss Österreichs tauschte die NSDAP zahlreiche Landräte aus. Didlaukies nutzte die Karriere-Chance und wurde NSDAP-Landrat in Bludenz und kurze Zeit später in Bregenz/Vorarlberg (1939–1945). In Didlaukies Amtszeit fiel u. a. die Deportation von 592 Personen aus der Vorarlberger Landesheil- und Pflegeanstalt Valduna (1941). 263 Patienten wurden nachweislich ermordet, weitere 68 starben an den Folgen der Deportation.

## Wirken in der Nachkriegszeit
Nach dem Einrücken französischer Einheiten in Vorarlberg Ende April 1945 wurde Walter Didlaukies im Lager Lochau interniert.
Anfang 1947 tauchte Didlaukies als Mitarbeiter des diakonischen Unternehmers Karl Pawlowski in Bielefeld auf. Er wurde mit dem Aufbau der Flüchtlingssiedlung Espelkamp und der Geschäftsführung der dortigen Einrichtungen des Evangelischen Hilfswerks Westfalen betraut. Er trat dort mit veränderter Berufsbiographie als „ehemaliger Landrat von Memel“ in Erscheinung. Diese Position hatte er nie innegehabt.
Ab 1951 gelang Walter Didlaukies der Wiedereinstieg in den Staatsdienst der jungen Bundesrepublik. Er war als Oberregierungsrat, später Ministerialrat, in Köln und Bonn tätig.